# Maghreb Tétouan
Maghreb de Tétouan ist ein marokkanischer Fußballverein aus Tétouan.

## Geschichte
Atlético Tetuán war ein spanischer Fußballverein aus der damaligen Hauptstadt des Protektorats Spanisch-Marokko. Er wurde 1922, nach der Fusion von Sporting de Tetuán und el Hispano-Marroquí, gegründet. Der größte Erfolg war das Erreichen der ersten spanischen Liga in der Saison 1951/52, wo man allerdings nur den 16. und letzten Platz belegen konnte. Als Spanisch-Marokko 1956 in die Unabhängigkeit entlassen wurde, spaltete sich der Fußballverein in die bis heute existierenden Moghreb Athlétic de Tétouan, das in Marokko verblieb und gegenwärtig in der ersten Liga spielt, sowie Club Atlético de Ceuta, das in das spanische Ceuta abwanderte und zurzeit an der Tercera División teilnimmt.

## Statistik
- 1 Saison in der Primera División
- 29 Saisons in der Segunda División
- Bestes Resultat in der Primera División: 16. (1951/52)
- 1 Teilnahme an der FIFA-Klub-Weltmeisterschaft

## Erfolge
- Marokkanischer Meister: 2012, 2014
- Marokkanischer Zweitligameister: 1958, 1970, 1990, 1995, 2005, 2022
- Marokkanischer Pokalfinalist: 2020

## Ehemalige Logos